# Diphteramoma
Diphteramoma là một chi bướm đêm thuộc họ Noctuidae.